# Квир-исследования
Квир-исследования (англ. Queer Studies) — самостоятельная научная дисциплина либо область изучения в рамках гендерных исследований, изучающая полоролевые модели поведения в контексте сексуальной ориентации и гендерной идентичности в условиях гетеронормативности.
Квир-исследования являются сравнительно новой дисциплиной, по которой лишь в последнее время стали появляться научные кафедры в университетах и предлагаться специализированные учебные программы для студентов и докторантов. Среди прочего, квир-исследования ставят под вопрос бинарную гендерную систему и гетеронормативность, которые рассматриваются с точки зрения угнетателя людей, не вписывающихся в их рамки. Фундаментальным базисом квир-исследований считаются работы Мишеля Фуко, Джудит Батлер.